# Neobythites bimarginatus
Neobythites bimarginatus is een straalvinnige vissensoort uit de familie van naaldvissen (Ophidiidae). De wetenschappelijke naam van de soort is voor het eerst geldig gepubliceerd in 1979 door Fourmanoir & Rivaton.